# Lea Pericoliová
Lea Pericoliová (22. března 1935 Milán – 4. října 2024 Milán) byla italská tenistka.
Vyrůstala v Africe (Addis Abeba, Asmara, Nairobi), v sedmnácti letech se vrátila do Itálie.
Hrála osmifinále dvouhry na French Open v letech 1960 a 1964 a ve Wimbledonu v letech 1965, 1967 a 1970. S Antoniem Palafoxem postoupila do semifinále smíšené čtyřhry na French Open 1960 a se Silvanou Lazzarinovou do semifinále ženské čtyřhry na French Open 1964 a do čtvrtfinále ve Wimbledonu 1960. Vyhrála dvouhru na Swedish Open 1960 a čtyřhru na Swedish Open a WTA Swiss Open 1965, 1974 a 1975. Stala se desetkrát mistryní Itálie ve dvouhře, jedenáctkrát v ženské čtyřhře a šestkrát ve smíšené čtyřhře, čtrnáct let byla nejlepší Italskou ve světovém žebříčku. Reprezentovala Itálii v devíti ročnících Poháru federace, pětkrát postoupila s italským týmem do čtvrtfinále soutěže.
Ve své době proslula neobvyklými módními kreacemi, které pro ni navrhoval Ted Tinling. Reportér Gianni Clerici ji nazval la Divina (Božská).
Po ukončení sportovní kariéry uváděla televizní pořad Paroliamo, pro časopis Il Giornale psala články o sportu a odívání, vydala knižní autobiografii Maldafrica. Byla mezi stovkou osobností, jejichž jména byla v roce 2015 zapsána na Chodníku slávy italského sportu.